# Gandelain
Gandelain és un municipi francès situat al departament de l'Orne i a la regió de Normandia. L'any 2007 tenia 417 habitants.

## Demografia

### Població
El 2007 la població de fet de Gandelain era de 417 persones. Hi havia 162 famílies de les quals 28 eren unipersonals (16 homes vivint sols i 12 dones vivint soles), 71 parelles sense fills, 59 parelles amb fills i 4 famílies monoparentals amb fills.
La població ha evolucionat segons el següent gràfic:
Habitants censats

### Habitatges
El 2007 hi havia 209 habitatges, 164 eren l'habitatge principal de la família, 32 eren segones residències i 13 estaven desocupats. 200 eren cases i 7 eren apartaments. Dels 164 habitatges principals, 132 estaven ocupats pels seus propietaris, 30 estaven llogats i ocupats pels llogaters i 2 estaven cedits a títol gratuït; 3 tenien una cambra, 18 en tenien dues, 31 en tenien tres, 44 en tenien quatre i 68 en tenien cinc o més. 131 habitatges disposaven pel capbaix d'una plaça de pàrquing. A 53 habitatges hi havia un automòbil i a 103 n'hi havia dos o més.

### Piràmide de població
La piràmide de població per edats i sexe el 2009 era:
| Homes | Edats   | Dones |
| ----- | ------- | ----- |
| 0     | 95 o +  | 0     |
| 0     | 90 a 94 | 0     |
| 4     | 85 a 89 | 4     |
| 4     | 80 a 84 | 8     |
| 4     | 75 a 79 | 4     |
| 12    | 70 a 74 | 12    |
| 24    | 65 a 69 | 12    |
| 4     | 60 a 64 | 4     |
| 4     | 55 a 59 | 8     |
| 8     | 50 a 54 | 12    |
| 16    | 45 a 49 | 12    |
| 20    | 40 a 44 | 4     |
| 20    | 35 a 39 | 16    |
| 4     | 30 a 34 | 16    |
| 12    | 25 a 29 | 12    |
| 16    | 20 a 24 | 8     |
| 16    | 15 a 19 | 8     |
| 4     | 10 a 14 | 20    |
| 8     | 5 a 9   | 12    |
| 12    | 0 a 4   | 12    |

## Economia
El 2007 la població en edat de treballar era de 271 persones, 214 eren actives i 57 eren inactives. De les 214 persones actives 200 estaven ocupades (106 homes i 94 dones) i 14 estaven aturades (5 homes i 9 dones). De les 57 persones inactives 31 estaven jubilades, 10 estaven estudiant i 16 estaven classificades com a «altres inactius».

### Ingressos
El 2009 a Gandelain hi havia 168 unitats fiscals que integraven 412,5 persones, la mediana anual d'ingressos fiscals per persona era de 16.540 €.

### Activitats econòmiques
Dels 10 establiments que hi havia el 2007, 5 eren d'empreses de construcció, 1 d'una empresa de comerç i reparació d'automòbils, 1 d'una empresa d'hostatgeria i restauració, 1 d'una empresa immobiliària i 2 d'empreses de serveis.
Dels 6 establiments de servei als particulars que hi havia el 2009, 1 era un paleta, 2 fusteries, 1 electricista, 1 restaurant i 1 agència immobiliària.
L'únic establiment comercial que hi havia el 2009 era una llibreria.
L'any 2000 a Gandelain hi havia 33 explotacions agrícoles que ocupaven un total de 1.190 hectàrees.

## Poblacions més properes
El següent diagrama mostra les poblacions més properes.